# Grand Prix des Amériques 1991
Il Grand Prix des Amériques 1991, quarta edizione della corsa, valida come decima prova della Coppa del mondo di ciclismo su strada 1991, fu disputata il 6 ottobre 1991 per un percorso totale di 224 km. Fu vinta dal belga Eric Van Lancker al traguardo con il tempo di 5h54'15" alla media di 37,939 km/h.
Alla partenza erano presenti 150 ciclisti di cui 59 portarono a termine la gara.

## Ordine d'arrivo (Top 10)
| Pos. | Corridore           | Squadra      | Tempo    |
| ---- | ------------------- | ------------ | -------- |
| 1    | Eric Van Lancker    | Panasonic    | 5h54'15" |
| 2    | Steven Rooks        | Buckler      | s.t.     |
| 3    | Martin Earley       | PDM-Concorde | s.t.     |
| 4    | Mauro Gianetti      | Helvetia     | s.t.     |
| 5    | Robert Millar       | Z            | s.t.     |
| 6    | Tony Rominger       | Toshiba      | s.t.     |
| 7    | Maurizio Fondriest  | Panasonic    | s.t.     |
| 8    | Adrie van der Poel  | Tulip Comp.  | a 1'02"  |
| 9    | Edwig Van Hooydonck | Buckler      | s.t.     |
| 10   | Marc Madiot         | R.M.O.       | s.t.     |